# Streptopus ovalis
Streptopus ovalis là một loài thực vật có hoa trong họ Măng tây. Loài này được (Ohwi) F.T.Wang & Y.C.Tang miêu tả khoa học đầu tiên năm 1978.